# Andrea Abellon
Andrea Abellon (Saint-Maximin, 1375 circa – Aix-en-Provence, 15 maggio 1450) è stato un religioso e pittore francese.
Sacerdote domenicano, il suo culto come beato è stato confermato da papa Leone XIII nel 1902.

## Biografia
Abbracciò giovanissimo la vita religiosa tra i domenicani del convento della sua città natale e si distinse nello studio delle arti liberali; studiò teologia a Tolosa, insegnò filosofia a Montpellier e fu lettore presso lo studio domenicano di Avignone. Concluse gli studi nel 1408.
Durante l'epidemia di peste del 1415 si dedicò alla cura degli ammalati ad Aix.
Nel 1419 fu eletto priore del convento di Saint-Maximin, di cui era già stato vicario, e vi ristabilì l'osservanza della regola dopo i disordini seguiti allo scisma d'Occidente. Scaduto il suo mandato triennale, fu rieletto nel 1425: durante il suo secondo priorato, riuscì ad arricchire il suo convento di entrate stabili (anche la duchessa Iolanda di Aragona mise a disposizione una rendita di 200 fiorini).
Su incarico del maestro generale dell'ordine, riformò il convento domenicano di Arles; fu priore del convento di Aix dal 1438 al 1442 e, dopo una permanenza nel convento di Marsiglia, fece ritorno ad Aix, dove si spense nel 1450.
Fu apprezzato anche come pittore.

## Il culto
Il corpo di Andrea Abellon fu trasferito nella chiesa del convento domenicano di Saint-Maximin e nel 1845, in occasione del restauro dell'edificio, furono rinvenute le sue reliquie.
Papa Leone XIII, con decreto del 18 agosto 1902, ne confermò il culto con il titolo di beato.
Il suo elogio si legge nel martirologio romano al 15 maggio.